# Frente Popular de Liberación de Eritrea
El Frente Popular para la Liberación de Eritrea (FPLE) (en tigriña: ህዝባዊ ግንባር ሓርነት ኤርትራ, en árabe: الجبهة الشعبية لتحرير إريتريا‎) fue una organización armada que luchó por la independencia de Eritrea de Etiopía. Fue creado en 1970 como un grupo intelectual de izquierda, que acabó escindiéndose del Frente para la Liberación de Eritrea (FLE). Tras su victoria en la guerra de la independencia de Eritrea en 1991, el Frente Popular pasó a denominarse Frente Popular por la Democracia y la Justicia (FPDJ) en 1994, y desde aquel entonces es el único partido político legal en Eritrea.

## Contexto
El FPLE era en sus orígenes un movimiento igualitario, en el que el 30% de los combatientes eran mujeres. La influencia de estas en la sociedad eritrea, tradicionalmente patriarcal, era significativa.
El FPLE y el FLE lucharon entre sí durante la Guerra civil eritrea. A inicios de los años 80, surgieron nuevos conflictos armados con el rival FLE hasta que este fue expulsado hacia el vecino Sudán, lo cual dejó al FPLE como la única fuerza de oposición significativa a la ocupación etíope de Eritrea.
Durante la guerra, el FPLE construyó un hospital subterráneo en el que se practicaban cirugías y se fabricaban medicamentos (los primeros fármacos manufacturados en Eritrea). La guerrilla también construyó escuelas en las zonas liberadas para los hijos de los guerrilleros. Posteriormente, en 1988, el FPLE lanzó una ofensiva desde la provincia norte de Sahel hacia el sur. Hacia 1977, el FPLE se alzó como la principal fuerza guerrillera y continuó la lucha en la guerra de la Independencia de Eritrea; el 24 de mayo de 1991, la organización ganó la guerra y entró triunfalmente en Asmara.

## Batallas
Adi Yakob – frente de Embaderho (frente del Norte), Adi Hawsha – frente de Sela'e Da'ero (frente del sur), retirada militar (intervención soviética; derrocamiento del Imperio etíope por el Derg), Ela Beri'ed,Massawa I (campos de sal de Salina) en 1977, Nakfa, Afabet, Massawa II en 1990, frente de Ginda'e, frente de Dekemihare.

## Administración
El I Congreso del FPLE tuvo lugar en enero de 1977; en él se formalizaron las políticas de la nueva organización. En esta reunión fueron elegidos el secretario general y el secretario asistente, y también se adoptó un programa para la organización. Dicho programa versaba sobre la liberalización de los derechos de la mujer, y delineaba los preceptos de la política educativa de la organización.
El II Congreso, acontecido en 1977, supuso la fusión del FPLE y el Frente para la Liberación de Eritrea/Liderazgo Central (llamado a veces el Comando Central, CC) en lo que se denominó el "Congreso de la Unidad". Esta unión fue la culminación de las negociaciones entre las dos guerrillas, que en octubre de 1986 se unieron en un comando unificado. En este congreso, Isaías Afewerki sustituyó al secretario general Ramadan Nur y abandonó su anterior ideología marxista-leninista, en favor de conceptos políticos propios de la izquierda revolucionaria y de un enfoque más extensivo y pragmático para unir a todos los nacionalistas eritreos.
El III Congreso fue el último que tuvo lugar en Asmara, en 1994. Su importancia radica en que sustituyó la naturaleza de organización militar del FPLE por la de movimiento estrictamente político, y el nombre de la organización fue cambiado a Frente Popular por la Democracia y la Justicia (FPDJ).